# Eva Schernhammer
Eva S. Schernhammer ist eine österreichische Ärztin, Epidemiologin und Forscherin an der Medizinischen Universität Wien. Seit dem Beginn der COVID-19-Pandemie hat Schernhammer in zahlreichen Interviews und Fernseh-Beiträgen über die Gefahren von Covid-19 informiert.

## Ausbildung
Eva Schernhammer studierte Medizin und Psychologie an der Universität Wien und war anschließend sieben Jahre lang klinisch tätig. Sie ist Fachärztin für Allgemeinmedizin. 2000 schloss sie den Master in Public Health im Bereich Quantitative Methods an der Harvard School of Public Health ab und erhielt 2003 den Doktortitel in Public Health (Epidemiologie) von der Harvard School of Public Health. Im Jahr 2005 wurde sie an der Universität Wien in Public Health/Sozialmedizin habilitiert.

## Leben und Wirken
Eva Schernhammer gründete 2001 das Wissenschafternetzwerk „Austrian Scientists and Scholars in North America“ (ASciNA) und war mehrere Jahre dessen Präsidentin. Sie ist seit 2009 assoziierte Professorin in der Division of Sleep Medicine der Harvard Medical School und seit 2017 am Complexity Science Hub Vienna. Seit 2013 gehört sie zum Fachbeirat zur Vergabe des Houska-Preises – dem größten privat geförderten österreichischen Wissenschaftspreis. Seit 2015 ist sie Professorin für Epidemiologie an der Medizinischen Universität Wien und leitet die Abteilung für Epidemiologie am Zentrum für Public Health.
Sie ist langjährige Begutachterin für das National Institute of Health (NIH) in den USA, die Europäische Kommission (EC) sowie andere namhafte internationale Funding Agencies. Sie forschte viele Jahre am Institutional Review Board (IRB) des Brigham and Women’s Hospital.
Schernhammer publizierte mehr als 200 wissenschaftliche Arbeiten (einige von ihnen wurden ausgezeichnet) und doziert an der Harvard T. H. Chan School of Public Health und Harvard Medical School unter anderem zu den Themen Applied Biomarkers in Cancer Epidemiology.
Sie wurde im Mai 2018 zur Präsidentin der Österreichischen Gesellschaft für Epidemiologie gewählt.

## Covid-19-Pandemie
Während der Covid-19-Pandemie wurde Schernhammer einer breiten Öffentlichkeit bekannt. Sie hat in zahlreichen Interviews und Fernsehbeiträgen über die Gefahren von Covid-19 aufgeklärt sowie die Verdopplungszeit und Dunkelziffer einem breiten Publikum erklärt. Sie befürwortete im April 2020 in einem Interview mit Bloomberg schnelles und striktes Handeln, um SARS-CoV-2 früh einzudämmen.
Sie warnte auch vor einer zweiten Infektionswelle.
Mitte August 2021 äußerte sie, die Gefahr eines neuerlichen Lockdowns in Österreich sei gleich null; zu der Zeit gab es etwa 900 Neuinfektionen pro Tag. Mitte September waren es etwa 2600 und Mitte November etwa 11.900 Neuinfektionen pro Tag. Am 19. November 2021 (15.809 Neuinfektionen) kündigte die Bundesregierung Schallenberg einen Lockdown ab dem 22. November 2021 und eine Impfpflicht ab dem 1. Februar 2022 an.

## Auszeichnungen
- 2002 wurde Eva Schernhammer mit dem Ernst and Lily Schönmann Award for Outstanding Accomplishment in Cancer Research ausgezeichnet.[16][17]
- 2024: Korrespondierendes Mitglied der Österreichischen Akademie der Wissenschaften[18]
- 2024: Mitglied der Academia Europaea